# رافائل آلکاسار
رافائل آلکاسار (به اسپانیایی: Rafael Alcázar) یک فیلم‌نامه‌نویس، کارگردان و تهیه‌کننده فیلم اهل اسپانیا است.
از فیلم‌هایی که وی در آن‌ها نقش داشته‌است، می‌توان به مارپیچ یونانی اشاره نمود.